# REINCARNATION (Galneryusのアルバム)
『REINCARNATION』（リインカーネーション）は、GALNERYUSの5枚目のオリジナル・アルバム。

## 概要
これまで以上にプログレ要素が強くなり、本作収録の12曲中10曲が5分を超えており、総収録時間が77分25秒でオリジナル・アルバムの中では、総収録時間が最も長い。また、インストゥルメンタル曲が1曲も無い。
本作が第2期GALNERYUSとして最後の作品となる。また、本作発売後、約1か月後に行われたツアー「BACK TO THE FLAG」をもって、結成当初から在籍していたボーカリスト、YAMA-Bが脱退することになった。

## 収録曲
| #         | タイトル                      | 作詞          | 作曲      | 時間  |
| --------- | ----------------------------- | ------------- | --------- | ----- |
| 1.        | 「終わりなき、この詩」        | Syu           | Syu       | 7:26  |
| 2.        | 「BLAST OF HELL」             | YAMA-B        | Syu       | 6:19  |
| 3.        | 「BLAME YOURSELF」            | YAMA-B        | Syu       | 7:40  |
| 4.        | 「SHINING MOMENTS」           | YU-TO、YAMA-B | YU-TO     | 4:37  |
| 5.        | 「AGAINST THE DOMINATION」    | YAMA-B        | YAMA-B    | 4:33  |
| 6.        | 「WIND OF CHANGE」            | YAMA-B        | JUNICHI   | 7:17  |
| 7.        | 「NO EXIT」                   | YAMA-B        | YU-TO     | 6:23  |
| 8.        | 「STARDUST」                  | YAMA-B、Syu   | Syu       | 5:23  |
| 9.        | 「FACE TO THE REAL」          | YAMA-B        | YUHKI     | 6:59  |
| 10.       | 「SEASONS CRY」               | YAMA-B        | Syu       | 5:58  |
| 11.       | 「FAIRY TALE」                | YAMA-B        | YUHKI     | 6:05  |
| 12.       | 「THE FLAG OF REINCARNATION」 | YAMA-B        | Syu       | 8:51  |
| 合計時間: | 合計時間:                     | 合計時間:     | 合計時間: | 77:31 |

### 曲解説
1. 終わりなき、この詩
彼らとしては初の日本語タイトルの楽曲であり、「SERENADE」以来の全文日本語歌詞である。
後にベストアルバム『BEST OF THE AWAKENING DAYS』、ミニ・アルバム『絆』に収録された。
2. BLAST OF HELL
3. BLAME YOURSELF
後にセルフカバーベスト『THE IRONHEARTED FLAG Vol.2: REFORMATION SIDE』には、曲名を「HALL OF SHAME」と改題して収録された。
4. SHINING MOMENTS
先行配信シングル。ベストアルバム『BEST OF THE AWAKENING DAYS』に収録された。
5. AGAINST THE DOMINATION
6. WIND OF CHANGE
7. NO EXIT
8. STARDUST
ベストアルバム『BEST OF THE AWAKENING DAYS』に収録された。
9. FACE TO THE REAL
10. SEASONS CRY
ベストアルバム『BEST OF THE AWAKENING DAYS』に収録され、セルフカバーベスト『THE IRONHEARTED FLAG Vol.2: REFORMATION SIDE』には、曲名を「TOMORROW」と改題して収録された。
11. FAIRY TALE
12. THE FLAG OF REINCARNATION
「ANGEL OF SALVATION」が発売されるまでは本曲が、バンドとして最長の演奏時間の楽曲であった。
アウトロには1曲目の「終わりなき、この詩」のイントロのフレーズが使用されている。
後にセルフカバーベスト『THE IRONHEARTED FLAG Vol.1: REGENERATION SIDE』に収録された。